# Giải quần vợt Pháp Mở rộng 2016
Giải quần vợt Pháp Mở rộng 2016 là một giải đấu quần vợt được chơi trên sân đất nện ngoài trời. Đó là phiên bản thứ 120 của giải quần vợt Pháp mở rộng và sự kiện Grand Slam thứ hai trong năm. Nó diễn ra tại Stade Roland Garros từ ngày 22 tháng 5 đến ngày 5 tháng 6 và bao gồm các sự kiện dành cho người chơi chuyên nghiệp ở các trận đấu đơn, đôi nam, đôi nữ và đôi nam nữ. Các cầu thủ nhí và xe lăn cũng tham gia các sự kiện đánh đơn và đánh đôi.
Novak Djokovic giành giải đơn nam trong giải năm 2016. Stan Wawrinka là đương kim vô địch ở nội dung đơn nam, nhưng anh đã thua Andy Murray ở bán kết. Serena Williams là đương kim vô địch ở nội dung đơn nữ, nhưng cô đã thua Garbiñe Muguruza trong trận chung kết. Roger Federer đã rút lui trước giải đấu vì chấn thương đầu gối, biến giải đấu này trở thành Grand Slam đầu tiên mà anh bỏ lỡ kể từ Giải quần vợt Úc Mở rộng 2000. Hơn nữa, nhà vô địch chín lần Rafael Nadal đã rút lui trong giải đấu vì chấn thương, lần đầu tiên trong sự nghiệp Pháp mở rộng của mình.
Chiến thắng của Novak Djokovic tại giải đấu này trong trận chung kết Grand Slam thứ 20 đã hoàn thành sự nghiệp Grand Slam trong tất cả bốn giải đấu lớn, người đàn ông thứ tám làm điều đó trong các trận đấu đơn và lần thứ năm kể từ khi bắt đầu Kỷ nguyên mở rộng (sau Rod Laver, Andre Agassi, Roger Federer và Rafael Nadal). Djokovic cũng đạt được một Grand Slam không theo năm dương lịch, trở thành người đàn ông đầu tiên kể từ Rod Laver năm 1969 nắm giữ cả bốn danh hiệu lớn cùng một lúc. Chiến thắng của Garbiñe Muguruza là chiến thắng Grand Slam đầu tiên của cô trong trận chung kết Grand Slam thứ hai.